# Roland Kohlsaat
Roland Kohlsaat (* 24. Mai 1913 in Hamburg; † 1. Februar 1978 in Hamburg-Bergedorf) war ein deutscher Comiczeichner, Illustrator und Autor.

## Leben
Roland Kohlsaat besuchte nach dem Realgymnasium die Kunstgewerbeschule in Hamburg, in der er zum Lithografen, Maler und Bildhauer ausgebildet wurde. In den 30er Jahren verdiente er sich seinen Lebensunterhalt mit dem Zeichnen von Pferdebildern, Porträts und Landschaften. Nachdem er als Soldat in den Zweiten Weltkrieg einberufen worden war, arbeitete er nach dem Krieg auf einem Gut als Pferdepfleger und -maler. Für die Radiozeitschrift Funkwacht entstand 1953 erstmals ein Comic-Strip, eine Bearbeitung von Erich Kästners Emil und die Detektive. Nach der Umbenennung des Blattes zunächst in TV, später nach Fusion in TV Hören und Sehen entstanden weitere Comics (Plisch und Wisch und Tele Wischen). Für die Zeitschrift Das Neue Blatt gestaltete er außerdem die Witzseite.
1953 erhielt er von der Illustrierten Stern den Auftrag, einen Comic für ihre Kinderbeilage Sternchen zu entwerfen, der zu seinem größten Erfolg werden sollte. Es entstand Jimmy das Gummipferd (zunächst: Julio und Jimmy), die am längsten erscheinende Comic-Serie in der deutschen Comic-Geschichte, die bis 1977 herausgegeben wurde.

## Werke
- Jimmy das Gummipferd, Hamburg, Fortsetzungscomic, 1953–1977
- Plisch und Wisch, Fortsetzungscomic, 1959–1961